# 더 미라클
《더 미라클》은 2016년 네이버TV에서 공개된 대한민국의 웹 시리즈다. 이란성 쌍둥이가 서로 몸이 바뀌는 내용이다.

## 등장 인물
- 김나현 : 권시아 역

인기 걸그룹 미라클 걸즈의 비주얼 담당. 하지만 음치이다.
- 홍윤화 : 권시연 역

권시아의 쌍둥이 자매. 학교에서는 왕따를 당하고 가족 중 자신만 못생겨 살기 싫다는 생각을 한다.
- 동현 : 반해성 역

최고의 뮤지션. 쌍둥이의 몸이 바뀌었을 때 시아로 바뀐 시연과 사귀게된다.
- 학진 : 한교석 역

권시연이 다니는 학교의 얼짱 인기남. 시연의 짝남.
- 김지성 : 혜정 역

한교석의 여자친구
- 장영민 : 쌍둥이 아버지 역

치과 의사지만 못생긴 외모의 소유자
- 박잎선 : 쌍둥이 어머니 역

왕년에 여배우. 뛰어난 미모를 가진 쌍둥이의 어머니
- 뉴썬 : 유아라 역

미라클 걸즈의 리더이자 메인보컬.
- 박태준 : 광고 감독 역

권시아와 반해성이 촬영하는 광고의 감독
- 수민, 민재, 디애나, 의진, 하이디 : 미라클 걸즈의 멤버 역

## 에피소드
| 화수 | 부제                         | 업로드 일자      |
| ---- | ---------------------------- | ---------------- |
| 1    | "슈퍼스타 VS 슈퍼쭈구리"     | 2016년 12월 12일 |
| 2    | "소원을 말해봐!"             | 2016년 12월 13일 |
| 3    | "권시아 VS 권시연"           | 2016년 12월 14일 |
| 4    | "기적의 시작"                | 2016년 12월 15일 |
| 5    | "설렘과 불안 사이"           | 2016년 12월 16일 |
| 6    | "돌아가고 싶지 않아"         | 2016년 12월 17일 |
| 7    | "도도한 뚱녀의 매력"         | 2016년 12월 18일 |
| 8    | "목걸이의 비밀"              | 2016년 12월 19일 |
| 9    | "이대로 살게 된다면..?"      | 2016년 12월 20일 |
| 10   | "내가 날.. 사랑할 수 있을까" | 2016년 12월 21일 |
| 11   | "안녕, 기적이었어"           | 2016년 12월 22일 |
| 12   | "갑자기 찾아온 그날"         | 2016년 12월 23일 |